# Ivalin Raichev
Ivalin Raichev –en búlgaro, Ивалин Райчев– (1968) es un deportista búlgaro que compitió en halterofilia. Ganó una medalla de plata en el Campeonato Mundial de Halterofilia de 1991, en la categoría de 100 kg.

## Palmarés internacional
| Campeonato Mundial | Campeonato Mundial        | Campeonato Mundial | Campeonato Mundial |
| Año                | Lugar                     | Medalla            | Categoría          |
| ------------------ | ------------------------- | ------------------ | ------------------ |
| 1991               | Donaueschingen (Alemania) | Medalla de plata   | 100 kg             |